# Gerres infasciatus
Gerres infasciatus is een  straalvinnige vissensoort uit de familie van mojarra's (Gerreidae). De wetenschappelijke naam van de soort is voor het eerst geldig gepubliceerd in 1998 door Iwatsuki & Kimura.
De soort staat op de Rode Lijst van de IUCN als Onzeker, beoordelingsjaar 2009.